# Белёвская крепость
Белёвская крепость — исторические укрепления города Белёва Тульской области.
Крепость возникла одновременно с основанием города в первой половине XII века на высоком и крутом берегу Оки. Место было укреплено строителями искусственной насыпью, что позволило получить довольно мощную площадку для крепости. В дальнейшем при первом белёвском удельном князе Василии Романовиче была построена дубовая крепость с башнями и бойницами, с земляным валом со всех сторон, двумя воротами и тайником, выходившим к Оке. С конца XIV века до 1494 года Белёв находился в составе Великого княжества Литовского, после чего был присоединён к Русскому государству.
Хорошо укреплённый Белёв, находившийся на южных рубежах государства, неоднократно подвергался нападениям. Во второй половине XVI века Белёвская крепость вошла в Большую засечную черту. Особенно сильно Белёв пострадал в Смутное время, когда литовцы в 1613 году сожгли острог, однако воевода Семён Гагарин с дворянами и детьми боярскими отсиделся в «городе», то есть в центральной части крепости. Уже спустя два года Белёвская крепость успешно отразила нападение Александра Лисовского, а в 1618 году — Станислава Чаплинского.
В XVII веке Белёвскую крепость с двух сторон обтекала тогда ещё существовавшая речка Белёвка, с третьей стороны — Ока, а с четвёртой защищала дубовая стена толщиной в 4 м и искусственный глубокий ров. Крепость была усилена 11 башнями, три из которых были проездными. Начиная с середины XVII века в связи с переносом оборонительной линии Русского государства на юг, к Белгородской черте, Белёв начал терять своё военное значение, а укрепления его постепенно разрушались. Уже к концу столетия отмечалось, что «острог во многих местах повалился, и башни сгнили и починить немочно. Тайник колодезь згнил и завалился, и воды в нём нет». В 1719 году во время большого пожара остатки крепости были уничтожены и больше не восстанавливались.